# Calamaria ulmeri
Espèce
Statut de conservation UICN

 DD  : Données insuffisantes
Calamaria ulmeri  est une espèce de serpents de la famille des Colubridae.

## Répartition
Cette espèce est endémique de Sumatra en Indonésie.

## Étymologie
Cette espèce est nommée en l'honneur de Frederick A. Ulmer.

## Publication originale
- Sackett, 1940 : Zoological results of the George Vanderbilt Sumatran Expedition, 1936-1939. Part IV-The Reptiles. Notulae Naturae of the Academy of Natural Sciences of Philadelphia, vol. 41, p. 1-3.